# Natație la Jocurile Olimpice de vară din 2024 - 1.500 m liber (masculin)
Proba de înot 1.500 de metri liber masculin de la Jocurile Olimpice de vară din 2024 a avut loc în perioada 3-4 august 2024 la Paris Aquatics Centre.

## Recorduri
Înaintea acestei competiții, recordurile mondiale și olimpice erau următoarele:
| Record  | Atlet          | Timp     | Loc                    | Data          |
| ------- | -------------- | -------- | ---------------------- | ------------- |
| Mondial | Sun Yang (CHN) | 14:31,02 | Londra, Marea Britanie | 4 august 2012 |
| Olimpic | Sun Yang (CHN) | 14:31,02 | Londra, Marea Britanie | 4 august 2012 |

## Program
Orele sunt ora Franței (UTC+1) 
| Data                    | Timp  | Etapă      |
| ----------------------- | ----- | ---------- |
| Sâmbătă, 3 august 2024  | 10:00 | Calificări |
| Duminică, 4 august 2024 | 18:37 | Finala     |

## Rezultate

### Calificări
Înotătoarele cu cei mai buni 8 timpi s-au calificat în finală.
| Loc | Serie | Culoar | Înotător              | Țară                       | Timp     | Note  |
| --- | ----- | ------ | --------------------- | -------------------------- | -------- | ----- |
| 1   | 3     | 4      | Daniel Wiffen         | Irlanda                    | 14:40,34 | C     |
| 2   | 3     | 3      | Gregorio Paltrinieri  | Italia                     | 14:42,56 | C     |
| 3   | 4     | 7      | Ahmed Jaouadi         | Tunisia                    | 14:44,20 | C     |
| 4   | 3     | 6      | David Aubry           | Franța                     | 14:44,90 | C     |
| 5   | 2     | 4      | Kuzey Tunçelli        | Turcia                     | 14:45,27 | C     |
| 6   | 4     | 4      | Robert Finke          | Statele Unite ale Americii | 14:45,31 | C     |
| 7   | 3     | 1      | Damien Joly           | Franța                     | 14:45,22 | C     |
| 8   | 4     | 2      | Dávid Betlehem        | Ungaria                    | 14:45,59 | C, RN |
| 9   | 4     | 1      | Fei Liwei             | China                      | 14:50,06 |       |
| 10  | 4     | 6      | Sven Schwarz          | Germania                   | 14:51,97 |       |
| 11  | 3     | 8      | Zalán Sárkány         | Ungaria                    | 14:52,42 |       |
| 12  | 3     | 7      | Luca de Tullio        | Italia                     | 14:55,61 |       |
| 13  | 3     | 5      | Samuel Short          | Australia                  | 14:58,15 |       |
| 14  | 4     | 5      | Florian Wellbrock     | Germania                   | 15:01,88 |       |
| 15  | 3     | 2      | Daniel Jervis         | Marea Britanie             | 15:03,75 |       |
| 16  | 2     | 8      | Krzysztof Chmielewski | Polonia                    | 15:04,99 |       |
| 17  | 2     | 2      | Victor Johansson      | Suedia                     | 15:05,62 |       |
| 18  | 4     | 8      | David Johnston        | Statele Unite ale Americii | 15:10,64 |       |
| 19  | 1     | 5      | Dimitrios Markos      | Grecia                     | 15:11,19 |       |
| 20  | 2     | 6      | Henrik Christiansen   | Norvegia                   | 15:14,11 |       |
| 21  | 1     | 4      | Nguyễn Huy Hoàng      | Vietnam                    | 15:18,63 |       |
| 22  | 2     | 3      | Carlos Garach         | Spania                     | 15:20,84 |       |
| 23  | 2     | 1      | Emir Batur Albayrak   | Turcia                     | 15:23,21 |       |
| 24  | 1     | 3      | Rodolfo Falcón Jr     | Cuba                       | 16:00,31 |       |
|     | 4     | 3      | Mîhailo Romanciuk     | Ucraina                    | NS       |       |
|     | 2     | 5      | Marwan Elkamash       | Egipt                      | NS       |       |
|     | 2     | 7      | Vlad Stancu           | România                    | NS       |       |

### Finala
| Loc | Culoar | Înotător             | Țară                       | Timp     | Note |
| --- | ------ | -------------------- | -------------------------- | -------- | ---- |
| 1   | 7      | Bobby Finke          | Statele Unite ale Americii | 14:30,67 | RM   |
| 2   | 5      | Gregorio Paltrinieri | Italia                     | 14:34,55 |      |
| 3   | 4      | Daniel Wiffen        | Irlanda                    | 14:39,63 |      |
| 4   | 8      | Dávid Betlehem       | Ungaria                    | 14:40,91 | RN   |
| 5   | 2      | Kuzey Tunçelli       | Turcia                     | 14:41,22 | RN   |
| 6   | 3      | Ahmed Jaouadi        | Tunisia                    | 14:43,35 |      |
| 7   | 6      | David Aubry          | Franța                     | 14:44,66 | RN   |
| 8   | 1      | Damien Joly          | Franța                     | 14:52,61 |      |